# Epipremnum giganteum
Epipremnum giganteum är en kallaväxtart som först beskrevs av William Roxburgh, och fick sitt nu gällande namn av Heinrich Wilhelm Schott. Epipremnum giganteum ingår i släktet Epipremnum och familjen kallaväxter. Inga underarter finns listade.